# Konetontli kuarapu
Espèce
Synonymes
- Vaejovis kuarapu Francke & Saavedra, 2005

Konetontli kuarapu est une espèce de scorpions de la famille des Vaejovidae.

## Distribution
Cette espèce est endémique du Michoacán au Mexique. Elle se rencontre vers Parácuaro.

## Description
Le mâle holotype mesure 19,30 mm.
Le mâle décrit par González-Santillán et Prendini en 2015 mesure 18,75 mm et la femelle 17,85 mm.

## Systématique et taxinomie
Cette espèce a été décrite sous le protonyme Vaejovis kuarapu par Francke et Saavedra en 2005. Elle est placée dans le genre Konetontli par González Santillán et Prendini en 2013.

## Publication originale
- Francke & Saavedra, 2005 : « A new Vaejovis (Scorpiones: Vaejovidae) with a subaculear tooth from Michoacan, Mexico. » Revista Iberica de Aracnologia, vol. 12, p. 63-68 (texte intégral).